# Інтерпретація (літературознавство)
Інтерпретація — дослідницька діяльність, пов'язана з тлумаченням змістової, смислової сторони літературного твору на різних його структурних рівнях через співвіднесення з цілістю вищого порядку. Смисловий зміст досліджуваного літературного явища в інтерпретації виявляється через відповідний контекст на фоні сукупностей вищого порядку.

## Предмет інтерпретації
Предметом інтерпретації можуть бути:
1. будь-які елементи літературного твору (фрагменти, сцени, мотиви, персонажі, алегорії, символи, тропи і навіть окремі речення та слова), співвіднесені з відповідним контекстом твору або позатекстовою ситуацією;
2. літературний твір як цілість, коли у творі й поза ним відшуковується те завуальоване, приховане, що з'єднує усі компоненти в одне ціле й робить твір неповторним;
3. літературна цілість вищого порядку, ніж літературний твір, наприклад, творчість письменника, літературна школа, літературний напрям, літературний період.

## Історія
Інтерпретація існувала вже в античній філології («алегоричне» тлумачення текстів), в середньовічній екзегетиці (християнська інтерпретація язичницького переказу), в епоху Відродження («критика тексту»), Реформації (протестантська екзегетика XVII ст.). У цей час вона чітко не відмежовується від герменевтики.
Перші спроби виразного розмежування мають місце на зламі XVIII—XIX ст., коли герменевтика починає тлумачитися як теорія будь-якої інтерпретації, як всеохопна наука про «мистецтво розуміння». Теорія інтерпретації у зв'язку із загальною теорією герменевтики стає одним із найпопулярніших предметів наукових дискусій у 70— 80-ті XX ст. Виразно вималювались у них дві протилежні тенденції з проміжною третьою:
1. об'єктивістська (редукційна): вважається, що значення, надане літературному творові автором, чи первісне значення самого тексту є визначальним і інтерсуб'єктивно пізнавальним (Е. Гірш, П. Югл, М. Абрамс);
2. суб'єктивістська: вважається, що значення тексту відносне; не текст детермінує інтерпретації, а інтерпретація є продовженням тексту (С. Фіш);
3. раціональна: виходить з того, що значення літературного твору — це результат «діалогу» (М. Бахтін та його послідовники) чи «інтеракції» (В. Ізер, Юлія Крістева) між текстом і його реципієнтом. Свободу діалогу передбачають «недовизначеність», «недоокресленість», схематичність літературного твору, помічені ще Ф.-В.-Й. Шеллінгом, О. Потебнею, Р. Інгарденом.

У сучасному літературознавстві інтерпретація у найдосконаліших проявах пов'язується з такими напрямами наукових досліджень, як психоаналітична критика, марксизм, екзистенціалізм, «нова критика», лінгвопоетика. Спільним для них є єдина основа — герменевтична теорія інтерпретації.